# Saint-Victor-la-Coste
Saint-Victor-la-Coste é uma comuna francesa na região administrativa de Occitânia, no departamento de Gard. Estende-se por uma área de 26,64 km². Em 2010 a comuna tinha 2 150 habitantes (densidade: 80,7 hab./km²).